# Biorazgradivost
Biorazgradivost ili biološka razgradnja je kemijski proces pri kojem se materijal otopi bakterijama ili drugim biološkim elementima. 
Biorazgradiv materijal mogu konzumirati mikroorganizmi i pretvoriti u spojeve koji su prirodni. To je važan proces u ekologiji i gospodarenju otpadom. Predmeti koji su biorazgradivi smatraju se ekološki prihvatljivim, jer se mogu vratiti na elemente, koji se nalaze u prirodi.
Organski materijali, kao što se dobivaju iz biljaka i životinja, mogu se razgraditi aerobno (kisikom) ili anaerobno (bez kisika). Neki umjetni ili anorganski materijali također se mogu razgraditi. Moguće je identificirati specifične mikroorganizme koji su u stanju razgraditi te materijale.
U prirodi, različiti materijali razgrađuju se različitim brzinama. Većini mikroorganizama koji pomažu biorazgradivosti potrebni su: svjetlost, toplina, voda i kisik.

## Razgradnja u oceanu
| Produkt                    | Vrijeme razgradnje    |
| -------------------------- | --------------------- |
| Jabuka                     | 1–2 mjeseca           |
| Papir (općenito)           | 1–3 mjeseca           |
| Papirni ručnik             | 2–4 mjeseca           |
| Kartonska kutija           | 2 mjeseca             |
| Pamučna tkanina            | 5 mjeseca             |
| Plastična ambalaža mlijeka | 5 mjeseca             |
| Aluminijska limenka        | 150–200 mjeseca       |
| Staklena boca              | neodređeno (zauvijek) |
| Plastična vrećica          | 10–20 mjeseca         |
| Meka plastična boca        | 100 mjeseca           |
| Tvrda plastična boca       | 400 mjeseca           |